# Mula (animal)
La mula o mulo es un animal híbrido estéril que resulta del cruce entre una yegua (Equus ferus caballus) y un burro o asno (Equus africanus asinus). Comparte algunas características con los burdéganos (resultantes del cruce entre un caballo y una burra o asna), pero difiere en otras debido a ciertos genes, que varían su efecto en función de si se reciben de la madre o del padre.
El término mulo o mula proviene del latín mulus, cuya etimología ya era discutida por Isidoro de Sevilla, y originalmente era usado para referirse a cualquier descendiente de dos especies diferentes de équidos. Ya en la Antigüedad había distintas teorías sobre el origen de este cruce, que tal vez tuviera lugar en algún lugar de Asia Menor cercano al Mar Negro más que en Oriente Medio como propuso San Jerónimo.
Una mula es generalmente más grande, fuerte y fácil de criar que un burdégano, por lo que ha sido la preferida por los criadores.

## Apariencia
Se parece al burro en que tiene cabeza gruesa y corta, orejas largas, miembros finos, pezuñas estrechas y pequeñas, melena corta, ausencia de las castañas (crecimientos córneos) dentro de los corvejones, y cola sin pelo en su raíz. Sin embargo posee algunas características equinas, como su altura y cuerpo, la forma del cuello y de la grupa, la uniformidad de su pelaje, y los dientes.
Su voz no es exactamente como la del burro (rebuzno) ni como la del caballo (relincho); la mula emite un sonido similar al del burro, pero también tiene los característicos relinches del caballo. A veces gime.

## Biología

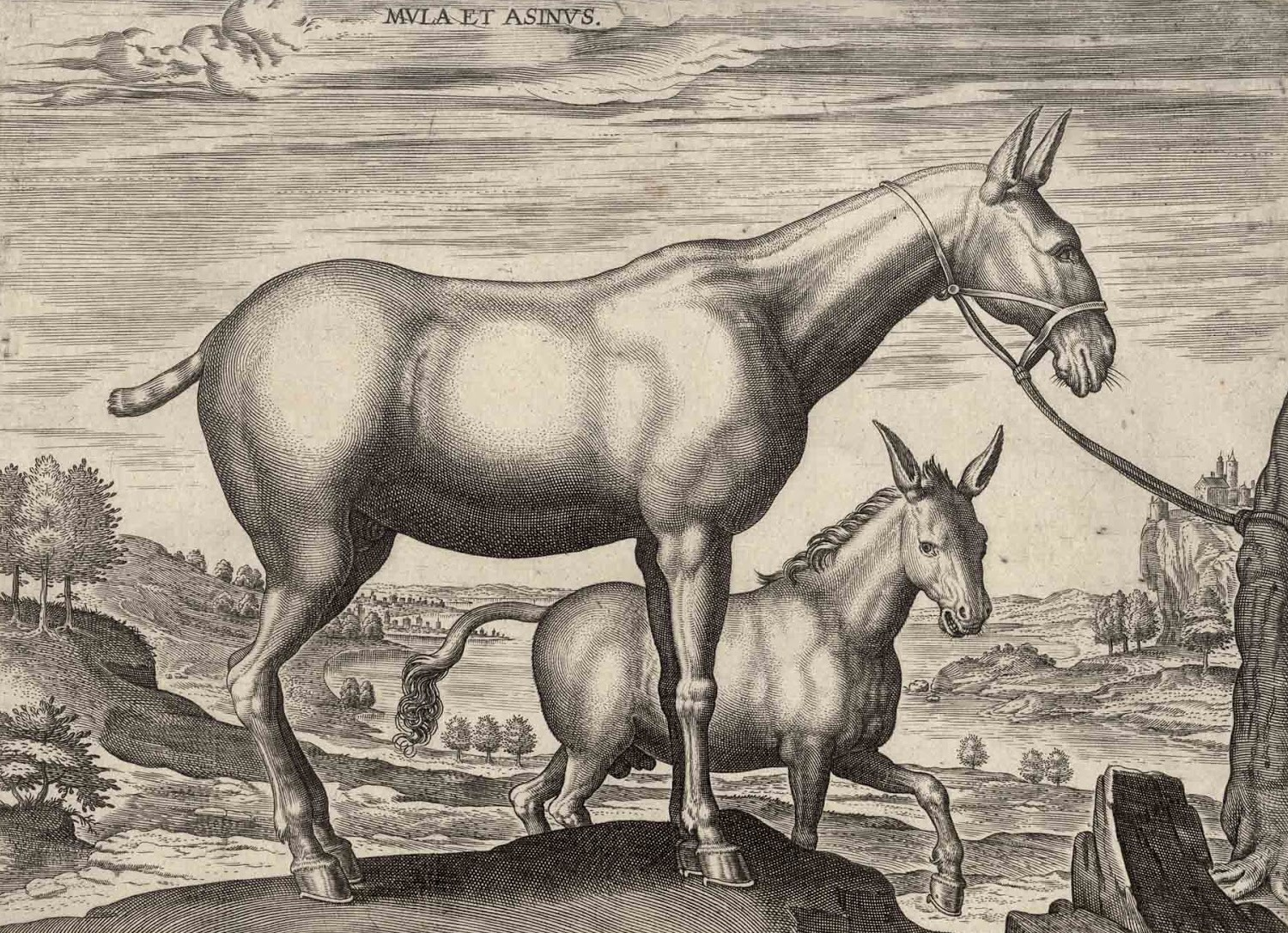
Mula y asno por Hendrik Goltzius o Hieronymus Wierix, 1578

La mula es valorada porque, aunque tiene el tamaño y la capacidad de cubrir el terreno de su madre, es más fuerte que un caballo de tamaño similar y hereda la resistencia y la disposición del padre asno, tendiendo a necesitar menos alimento que un caballo de tamaño similar. Las mulas también tienden a ser más independientes que la mayoría de los equinos domesticados, salvo su especie parental, el asno.
El peso medio de una mula oscila entre 370 y 460 kg (820 y 1000 lb).
Aunque depende de cada animal, se ha informado de que las mulas entrenadas por el Ejército de Pakistán pueden llevar hasta 72 kg (159 lb) y caminar 26 km (16,2 mi) sin descansar. El equino medio en general puede llevar hasta aproximadamente el 30% de su peso corporal en peso vivo, como un jinete.

## Historia

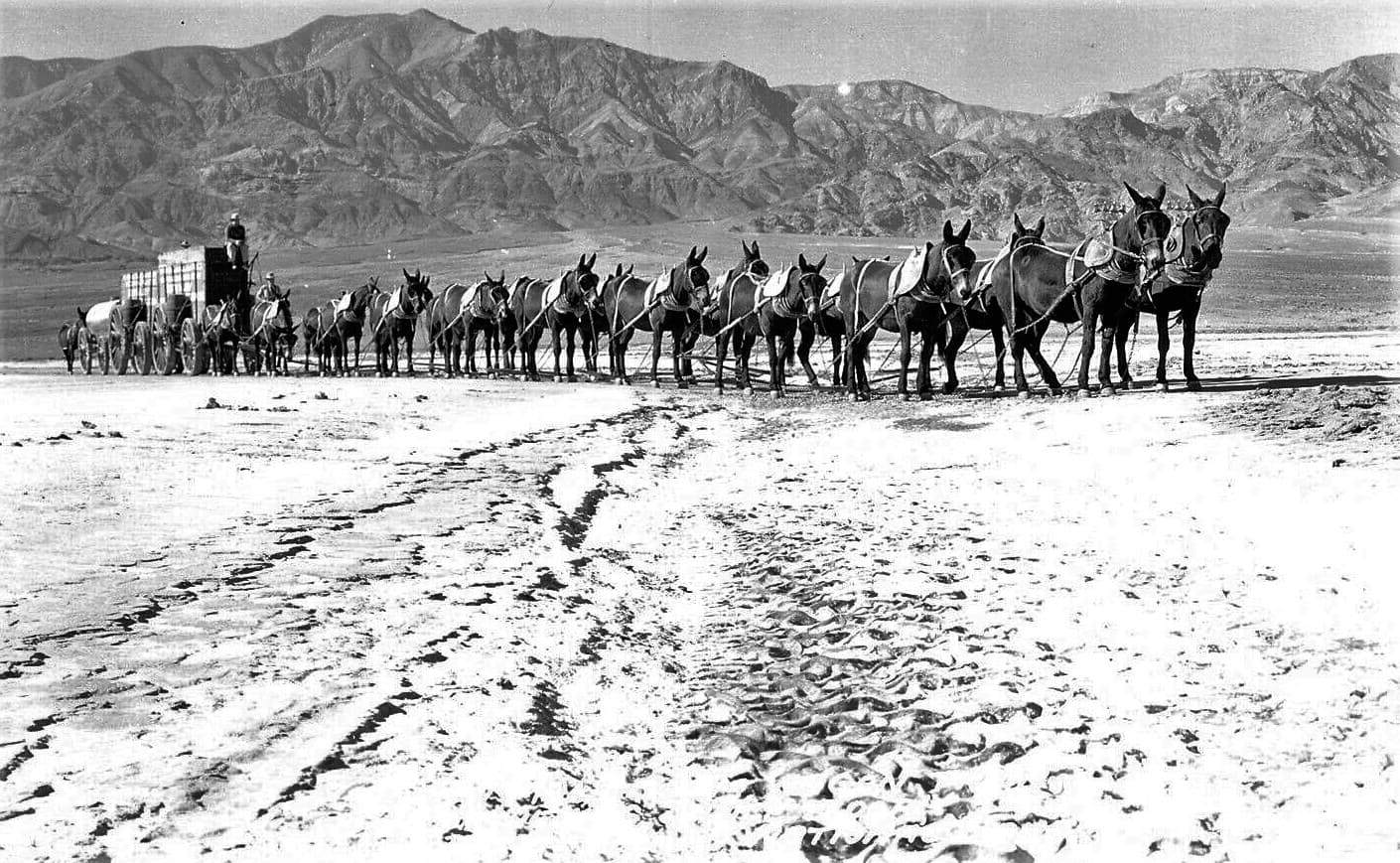
Un equipo de 20 mulas en el Valle de la Muerte, California

La mula es "el híbrido más común y antiguo que se conoce hecho por el hombre". Probablemente se inventó en la Antigüedad en la actual Turquía. Eran comunes en Egipto hacia el año 3000 a. C. Homero señaló su llegada a Asia Menor en la Ilíada en el año 800 a. C. Las mulas se mencionan en la Biblia (Samuel 2:18:9, Reyes 1:18:5, Zacarías 14:15, Salmos 32:9). Cristóbal Colón llevó mulas al Nuevo Mundo. George Washington es conocido como el padre de la mula estadounidense debido a su éxito en la producción de 57 mulas en su casa de Mount Vernon. En aquella época, las mulas no eran comunes en Estados Unidos, pero Washington comprendió su valor, ya que eran "más dóciles que los burros y baratas de mantener". En el siglo XIX, se utilizaron en diversas funciones como animales de tiro: en las granjas, especialmente donde la arcilla hacía que el suelo fuera resbaladizo y pegajoso; para tirar de los barcos del canal; y famosamente para tirar, a menudo en equipos de 20 animales, de vagones cargados de bórax en el Valle de la Muerte, California, de 1883 a 1889. Los carros eran los más grandes jamás tirados por animales de tiro, diseñados para transportar 10 toneladas cortas (9 toneladas métricas) de mineral de bórax a la vez.

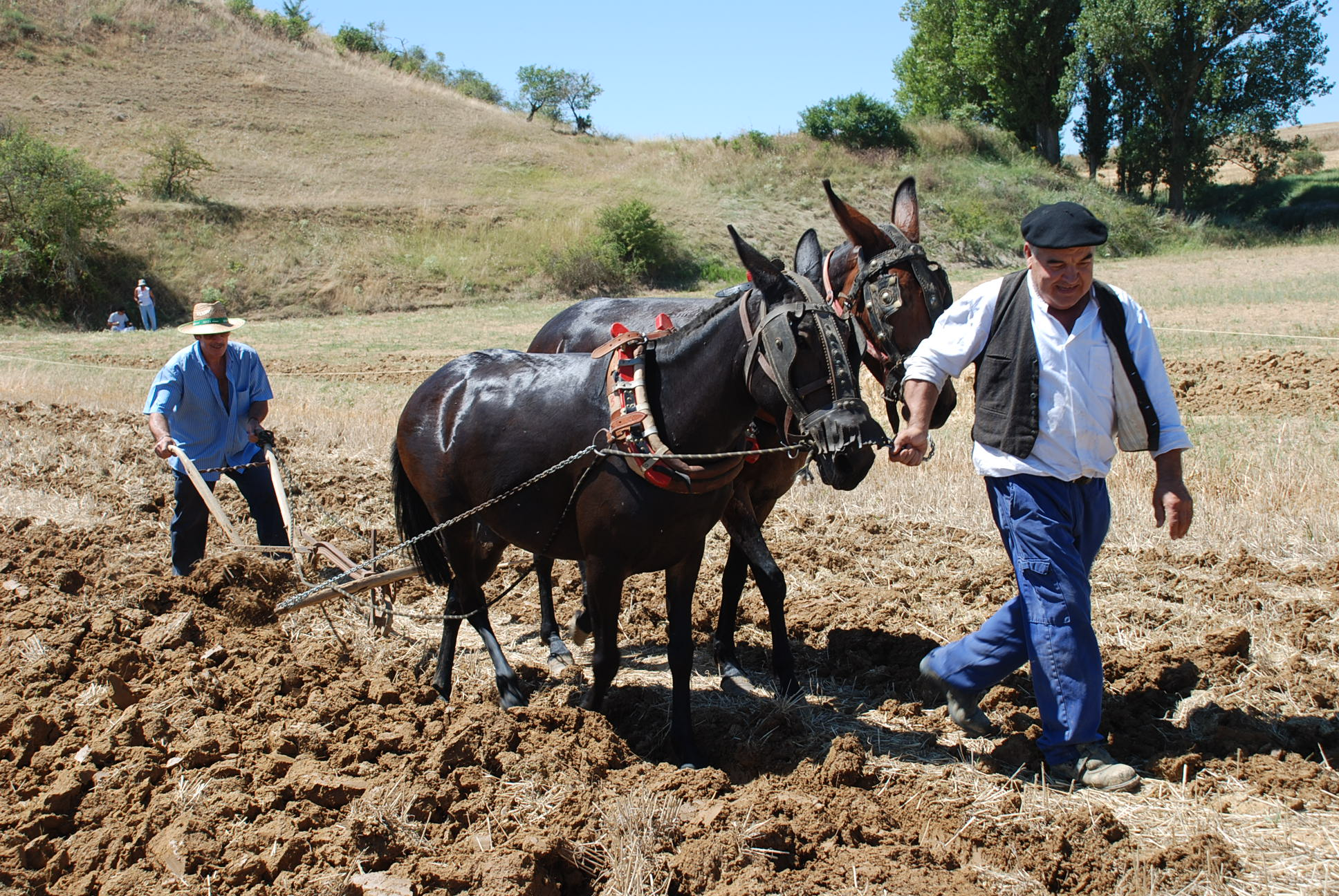
Par de mulas arando en el Festival de la Trilla de Castrillo de Villavega, en Palencia (España).

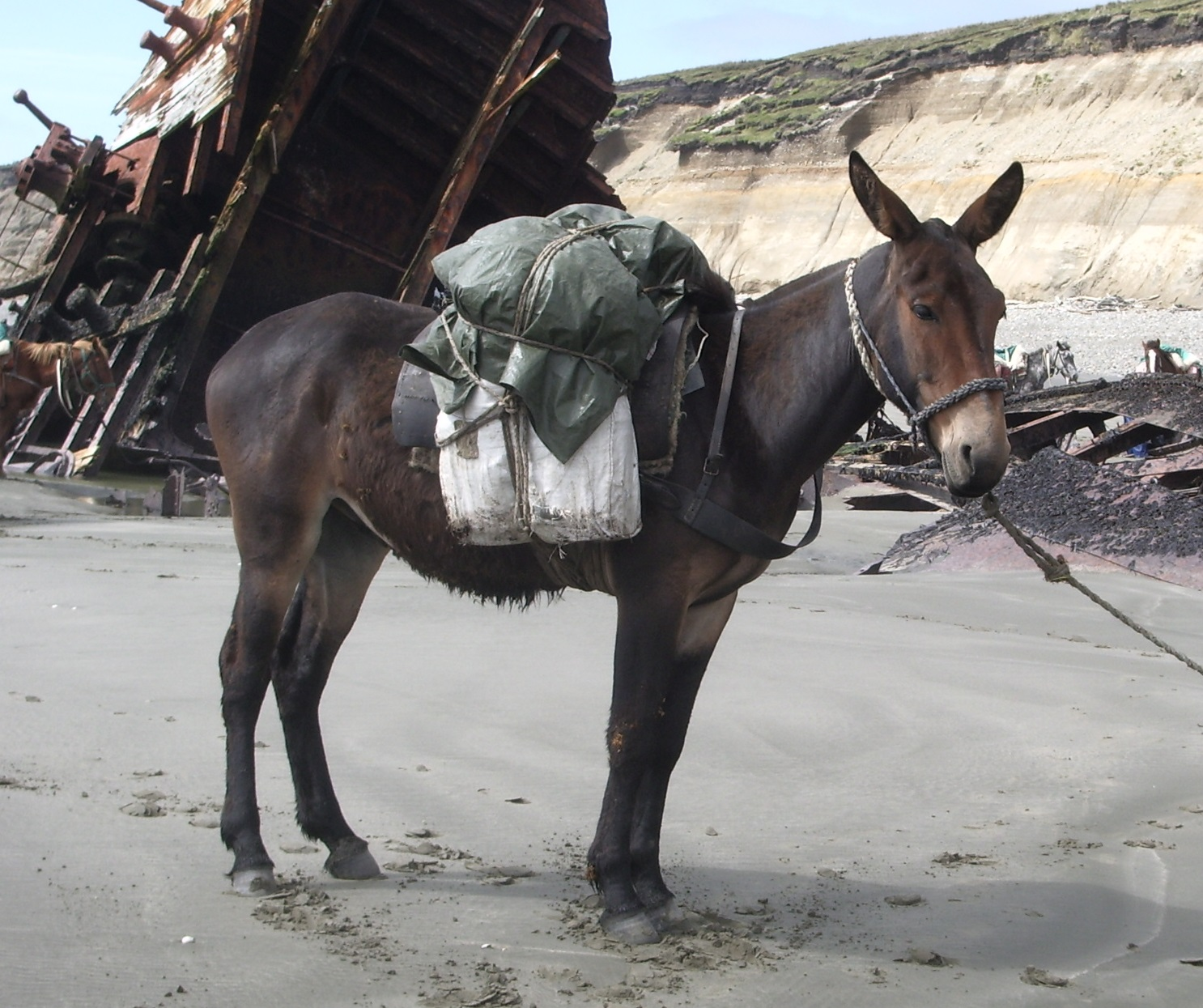
Mula usada para cargar, en Tierra del Fuego, Argentina.

## Relación con el hombre
La mula ha sido muy utilizada en tareas que requieren de fuerza o resistencia, como medio de transporte, y en la agricultura, para arar los campos y en otras tareas, como sacar agua de los pozos mediante una noria. Actualmente, en los países desarrollados ha sido sustituida por maquinaria agrícola, por lo que resulta difícil de encontrar en las labores que tradicionalmente se le asignaban.
Sus pezuñas son más duras que las de los caballos y demuestran una resistencia natural a muchas enfermedades y a los insectos. Muchos granjeros estadounidenses de zonas de suelo arcilloso han encontrado que las mulas son superiores como animales del arado, especialmente en el estado estadounidense de Misuri,[cita requerida] en donde se originó la expresión stubborn as a Missouri mule, equivalente al español ‘terco como una mula (de Misuri)’.
Las mulas son generalmente menos tolerantes hacia los perros que los caballos y son capaces de defender a su jinete contra ellos; incluso son capaces de enfrentarse a un puma. Son también capaces de patear con cualquiera de sus pezuñas en cualquier dirección.

### Colombia
La importancia de la mula en Colombia es tal, que se considera que contribuyó al desarrollo socioeconómico y comercial del país, así como a la integración de las distintas poblaciones. Se considera protagonista principal de la colonización antioqueña, la cual estuvo basada en la economía cafetera. Durante el siglo XIX y la primera mitad del XX, los comerciantes y empresarios usaron la arriería, cuyo animal utilizado era la mula, para sus transacciones comerciales de alimentos, mercancías y maquinarias por los caminos, fincas, veredas y montañas del centro de Colombia. El arriero paisa, provisto de carriel, machete, sombrero y ruana, acompañado de su mula, se ha convertido en el principal símbolo de los antioqueños. El personaje ficticio Juan Valdez, siempre acompañado de su mula Conchita, es la imagen publicitaria de la Federación Nacional de Cafeteros de Colombia que identifica al café de Colombia y es uno de los íconos del país. A mediados del siglo XX aparecieron nuevas formas de transporte como el ferrocarril, los cables aéreos y las carreteras, por lo que las mulas como medio de transporte de mercancías y personas quedaron reducidas a trayectos cortos en veredas y fincas. En 2006, la mula fue nominada como símbolo cultural de Colombia en el concurso organizado por la revista Semana con el apoyo de Caracol TV, el Ministerio de Cultura y Colombia es pasión.

## Problemas genéticos del cruce
Al igual que los burdéganos, las mulas son siempre estériles, y en los pocos casos de fertilidad las crías tienden a ser de bajo peso y débiles. Su esterilidad se atribuye al diferente número de cromosomas de las especies de las que proviene (los burros tienen núcleos de 62 cromosomas, mientras que los caballos los tienen de 64).
En realidad, la mula es un animal semiestéril: todos los machos son estériles por un problema en la glándula seminal; sin embargo, la hembra puede generar óvulos fértiles. Cuando los cromosomas se recombinan, antes de quedarse con la mitad de la dotación genética de la hembra y formar así un gameto, se reparten al azar. Todos aquellos óvulos generados con parte de los genes procedentes de yegua y burro (los progenitores de la mula) mezclados, son óvulos estériles y no podrán ser fecundados. Sin embargo, los escasos óvulos que por recombinación al azar se formen solamente con el ADN heredado de su madre yegua, o solamente con el ADN heredado de su padre asno, sí pueden ser fecundados. El porcentaje de óvulos fértiles es extremadamente bajo.
Por ello, si en esa ovulación (una de entre muchos ciclos ovulatorios) la mula es cubierta por un caballo, engendrará un potro, y si es cubierta por un burro, engendrará un pollino. No se conocen casos en que una mula dé a luz a un híbrido similar a ella. Así, una mula que tenga ciclos estrales y pueda llevar un feto, podrá quedar preñada de forma natural o por medio de transferencia embrionaria. Básicamente, el problema reproductivo radica en poder preñar al animal.
A pesar de esto, cuando la mula queda gestante, es difícil que lleve a término la gestación y en tales casos, por lo general, la cría nacida es débil y enfermiza. Algunos autores lo asocian a que es un animal nacido con acortamiento de telómero y sufre envejecimiento prematuro. Sin embargo, dada la escasez de estos partos, es algo que no se ha podido demostrar todavía.
Pese a ser semiestériles, una mula parió en la Provincia de Córdoba (España), en la localidad de Luque, en 1952, otra en Magdalena (Colombia), y otra más en Bután, el 7 de junio de 2004. En 2003, investigadores de la Universidad de Idaho y de la Universidad Estatal de Utah, Estados Unidos, encontraron una forma de reproducir mulas, clonando la primera mula como parte del Proyecto Idaho.